# Neue Harth

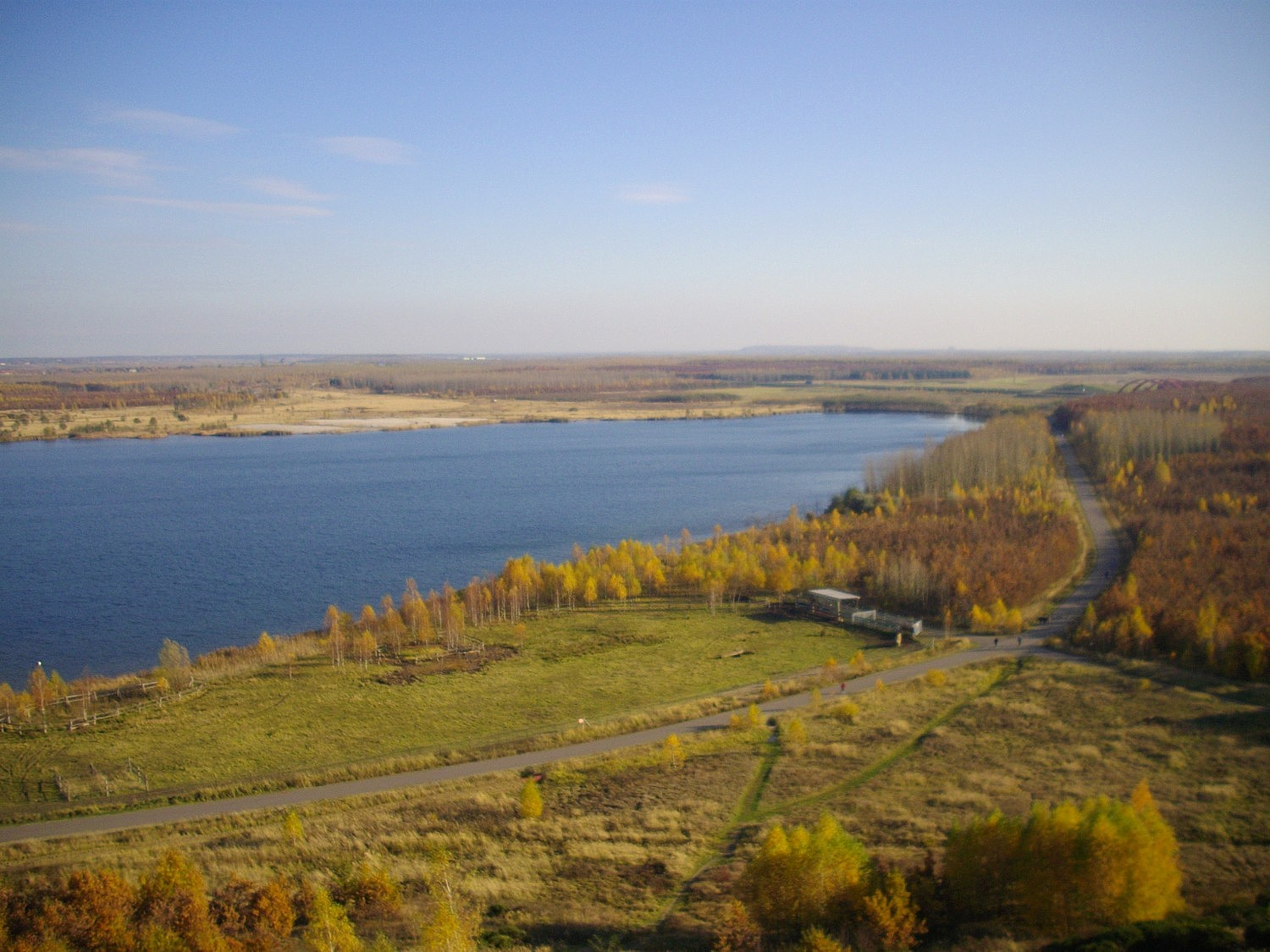
Cospudener See und Neue Harth – Vom Aussichtsturm Bistumshöhe aus (2009)

Die Neue Harth ist ein auf ehemaligem Bergbau-Abraumgelände neu aufgeforstetes Mischwaldgebiet südlich von Markkleeberg im Leipziger Neuseenland.

## Lage
Die Neue Harth liegt in den Gemarkungen der Städte Leipzig, Markkleeberg, Zwenkau und Böhlen. Sie wird begrenzt im Norden durch die Stadt Markkleeberg, im Osten durch Großstädteln und Gaschwitz (Stadtteile von Markkleeberg) sowie Großdeuben (Stadtteil von Böhlen), im Süden etwa durch die Bundesstraße 2 und im Westen durch den Zwenkauer und den Cospudener See. Das Gebiet wird in Ost-West-Richtung von der Autobahn A 38 durchschnitten.
Nach der Neuen Harth ist in ihrem westlichen Teil nahe dem Vergnügungspark Belantis eine Autobahnabfahrt der A 38 benannt (Leipzig-Neue Harth).

## Geschichte

Die „alte“ Harth 1907

Die Harth war ehedem ein geschlossenes Waldgebiet auf einer leichten Erhebung zwischen den Auen von Weißer Elster und Pleiße mit Zwenkau im Westen und Großdeuben im Osten. Es enthielt neben Mischwald auch große Teile reinen Nadelwaldes. Die Harth war ein beliebtes Ausflugsgebiet der Leipziger. Der Waldrand bei Großdeuben und Gaschwitz war mit Villen bebaut. Am Nordrand der Harth lag die Heilanstalt Hartheck, eine private wie exklusive Heil- und Pflegeanstalt für psychisch Erkrankte von Dr. Wilhelm Sernau.
Die Harth gehörte bis 1815 als Exklave zwischen den kursächsischen Ämtern Leipzig und Pegau zum hochstift-merseburgischen Amt Lützen, das seit 1561 unter kursächsischer Hoheit stand und zwischen 1656/57 und 1738 zum Sekundogenitur-Fürstentum Sachsen-Merseburg gehörte. Durch die Beschlüsse des Wiener Kongresses kam der Westteil des Amts Lützen im Jahr 1815 zu Preußen. Die mit dem Ostteil des Amts Lützen beim Königreich Sachsen verbliebene Harth wurde 1815 dem Kreisamt Leipzig zugeordnet. 1907 wurde Die Harth als „Staatsforstrevier Zwenkau“ bezeichnet. Es gehörte seit 1875 zur Amtshauptmannschaft Leipzig.
In den Jahren von etwa 1960 bis 1970 wurde der gesamte Bereich der Harth durch den nach der Abbaggerung von Zeschwitz (1943) von Süden kommenden Tagebau Böhlen (ab 1969 Tagebau Zwenkau) überbaggert. Ebenfalls überbaggert wurde die bereits 1957 stillgelegte Bahnstrecke Gaschwitz–Meuselwitz und die zu Gaschwitz und Großdeuben gehörenden Siedlungen. Nach dem Abdrehen des Tagebaus nach Westen zu Beginn der 1980er-Jahre wurde schon zu DDR-Zeiten auf dem östlichen Abraumfeld mit der Aufforstung neuen Waldes begonnen.

## Situation heute

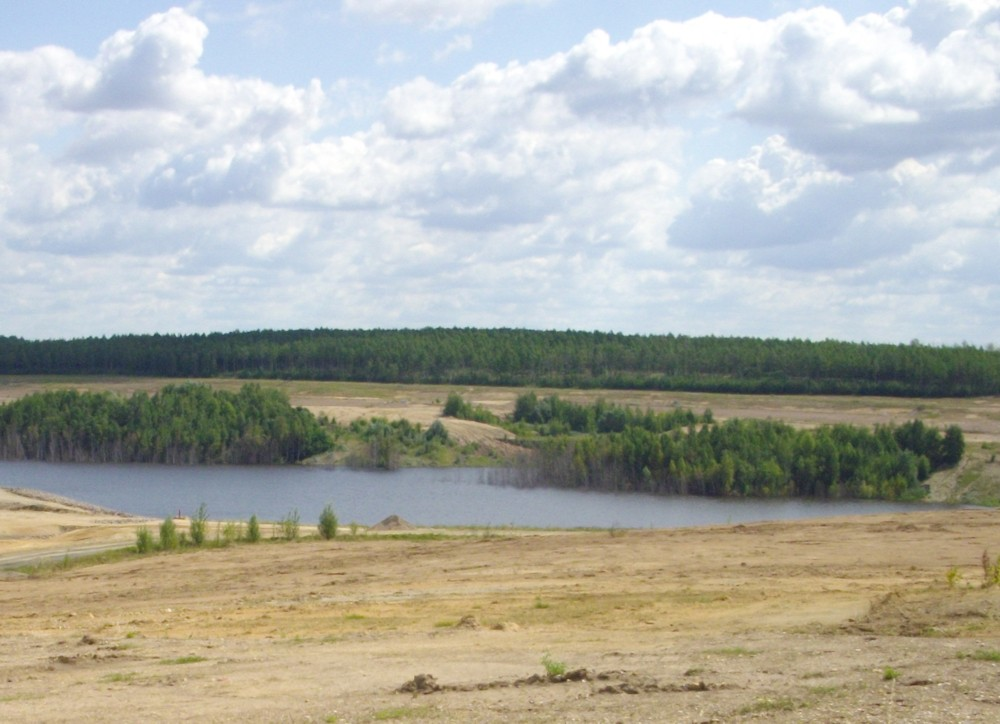
Teil des Zwenkauer Sees mit Neuer Harth im Hintergrund (2009)

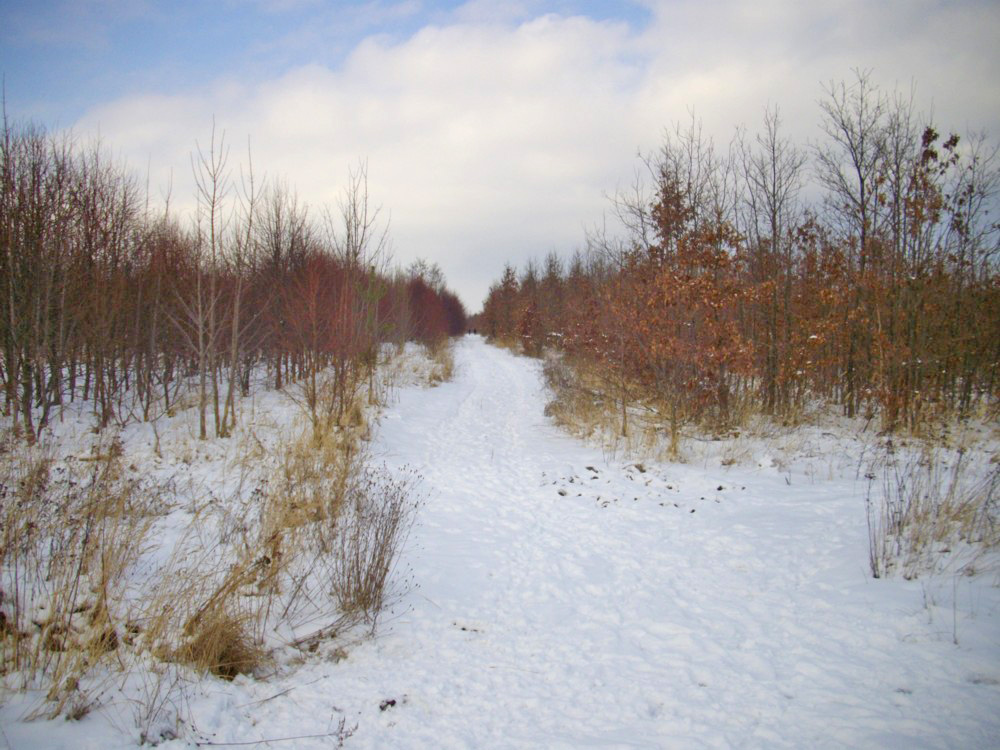
Winter in der Neuen Harth (2010)

Nach der Stilllegung des Tagebaus wurde die Aufforstung verstärkt fortgeführt, so dass die Neue Harth schon wieder beträchtliche Naherholungsmöglichkeiten bietet. Die landschaftliche Gestaltung der Bergbaufolgelandschaft obliegt der Lausitzer und Mitteldeutschen Bergbau-Verwaltungsgesellschaft (LMBV). Um die touristische Erschließung bemüht sich der Zweckverband Neue Harth, dem Anliegergemeinden angehören.
Es wurden Rundwege angelegt, die mit Informationstafeln beschildert sind. Hierauf wird einerseits Geschichtliches vermittelt, andererseits erhält man Auskünfte über den Gewässerverbund und die geplanten Projekte. Von Zöbigker, Großstädteln, Gaschwitz, Zwenkau und den Leipziger Stadtteilen Knautkleeberg, Knauthain und Hartmannsdorf führen Wanderwege in den Wald. In schneereichen Wintern ist Langlauf auf gespurten Loipen möglich. Die Neue Harth bietet zudem seltenen Pflanzen wie Johanniskraut und Orchideen ein Zuhause.
Durch die Einbeziehung der Flächen südlich von Zöbigker und zwischen den Seen, die vorher Feldflur waren, ist der Bereich der Neuen Harth wesentlich größer als derjenige der früheren; das Gebiet umfasst etwa 535 Hektar.
Seit dem Jahr 2016 treten verstärkt Probleme durch einen Anstieg des Grundwassers auf und weite Teile des Mischwaldes sterben ab. Die Vegetation ändert sich nicht nur, weil das Grundwasser steigt, sondern auch weil Tonlehme im verdichteten Boden das Oberflächenwasser am Ablaufen hindern. Der Bürgermeister der angrenzenden Stadt Markkleeberg musste daher feststellen, dass die Hälfte der im Stadtbesitz befindlichen ca. 15 Hektar Mischwald mittlerweile tot ist, die andere abgängig. Die Lausitzer und Mitteldeutsche Bergbauverwaltungsgesellschaft (LMBV) hält eine Entwässerung für unrentabel, so dass momentan nicht klar ist, was als Nächstes passieren wird.